# Zoureena Rijger

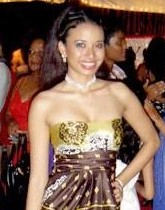
Zoureena Rijger, Miss Suriname 2009

Zoureena Saviera Nazrul Rijger (Paramaribo, 19 juni 1991) is een Surinaams zangeres en model die de Miss Suriname-verkiezing 2009 won.
Zoureena is de dochter van de Surinaamse countryzanger Lex Rijger en zijn vrouw Nisa Rijger. Lex treedt op met zijn drie dochters in een groep genaamd Lex Rijger and Family. De dochters zelf zingen ook als de groep The Rijger Sisters. Bij de Surinaamse songfestival SuriPop 2008 zongen ze het lied A Song of Life, geschreven door hun vader.
Op 28 augustus 2009 werd Rijger gekroond tot Miss Suriname 2009 in het Marriott Hotel Suriname. Op 10 november 2009 reisde Rijger naar Zuid-Afrika om deel te nemen aan de Miss World 2009 missverkiezing, die plaatsvond op 12 december 2009.